# Pajaro (Californie)
Pajaro est une census-designated place du comté de Monterey, dans l'État de Californie, aux États-Unis,. En 2020, elle compte une population de 2 882 habitants.